# TsSKA역
TsSKA역(러시아어: ЦСКА 체에스카 역[*])은 모스크바 지하철 볼샤야 콜체바야 선의 역이다. 2018년 2월 26일에 개장하였다.

## 역명
초기 역명은 "호딘스코에 폴레"로 정해졌다가, 이 역이 위치한 공개 구역의 이름을 따서 CSKA 모스크바의 팬들이 "CSKA"로 바꿀 것을 요청했다. 2016년 4월, 모스크바 시장 세르게이 소뱌닌은 역명을 바꾸라는 포고령을 내렸다. 역의 로비는 CSKA를 더욱 인정시키기 위해 클럽의 3대 스포츠에 걸쳐 유명한 CSKA 선수들의 조각품을 포함하여 장식하였다.

## 지리
TsSKA 역은 모스크바 북서쪽의 호딘카 들판 인근의 역사적인 지역에 위치한다.

## 구조
TsSKA 역은 공원 언덕 아래에 위치하여 두 개의 지상 대합실을 가지고 있다. 각 대합실에는 5층까지 있고, 그 중 2층은 기술적으로 건설되었다. 아래층이 3층에 위치하고 이 곳이 플랫폼이다. 그 위에 있는 2층에는 무역 센터가 있다. 로비 지붕은 판자로 만들어져 있으며, 잔디, 보행자 전용 도로, 벤치를 포함한다. 역사 자체는 타원형으로 두 개의 대합실은 모두 이용객들을 위한 에스컬레이터와 엘리베이터를 갖추고 있다.

## 디자인
TsSKA 역은 원래 깊은 지하 역사로 계획되어 있었다. 나중에 디자이너들은 건축 비용을 절감할 수 있는 새로운 해결책을 발견하였다. 결과적으로, 상대적으로 높은 수준의 지하에도 불구하고, 건설 공사는 3개의 작은 초소의 기둥 구조이다. 18m길이에, 플랫폼의 길이는 163m, 기둥은 9m이고 규격은 600×1000mm, 플랫폼 폭이 12m이다. 벽에는 밝은 색조 및 검은색 테두리로 장식되어 있다.
역의 디자인은 본 역명의 군대 중앙 스포츠 클럽에 대한 언급을 포함하고 있다. 따라서, 주요 색상은 빨간색과 파란색이다. 벽면의 역명판은 배경색과 반대색으로 강조하여 표시되고 있다. 빨간색 배경 역명판은 파란색이고 파란색 표시는 반대로 빨간색인 것이 특징이다. 천장에는 다양한 종류의 스포츠에 대한 장식적인 이미지들이 있다.

## 환승
TsSKA 역에서는 모스크바 중앙 순환선의 조르게 역으로 환승할 수 있다. 모스크바 메트로에서는 약 20분의 시간으로 간접 환승만 가능하여 역 사이에 통로를 만들 계획이 있다고 한다.

## 같이 보기
- (러시아어) TsSKA 역 설명 보관됨 2019-06-23 - 웨이백 머신
- (러시아어) stroi.mos.ru 보관됨 2019-06-23 - 웨이백 머신